# Franken Stein
Franken Stein (フランケン・シュタイン?, Furanken Shutain), comunemente chiamato Stein, è un personaggio del manga e dell'anime Soul Eater di Atsushi Ohkubo. È il più forte maestro d'armi che si sia mai laureato alla Shibusen. Il suo personaggio è ispirato al dottor Frankenstein che ha creato il famoso mostro, entrambi protagonisti del romanzo di Mary Shelley Frankenstein.

## Il personaggio
Il dottor Stein è uno degli insegnanti della Shibusen, che vede qualsiasi cosa come se fosse una cavia per i propri esperimenti. Egli effettua degli esperimenti anche sul suo stesso corpo ed è infatti pieno di cicatrici; anche i suoi vestiti e l'arredamento di casa sua sono caratterizzati da cuciture. La sua caratteristica principale è la grossa vite conficcata nel cranio, che egli stesso avvita quando si deve concentrare, sia per combattere che per studiare una situazione. Normalmente appare come figura paterna per i suoi studenti, anche se nel corso della serie, l'aumento esponenziale della follia scaturita dall'incantesimo della più malvagia delle streghe, Medusa Gorgon, lo porta ad un esaurimento nervoso che lo costringe a scappare dalla Shibusen.
Ha uno scontro interno con la sua follia, che alla fine prevale e lo costringe a servire Medusa, ma alla fine viene liberato da Mary e Crona e assiste alla battaglia finale tra Maka ed Ashura.
La sua anima è di colore azzurro, sulla quale si possono ritrovare le sue caratteristiche principali (la vite e i punti di sutura).

## Abilità
- Esperto nel combattimento a mani nude: Stein non è solo un combattente forte fisicamente, ma è anche un esperto di arti marziali, il che combinato con il suo alto livello di intelligenza e capacità di adattamento, fa di lui una combinazione estremamente potente.
- Conoscenza superiore delle anime: La capacità di Stein di comprendere le lunghezze d'onda delle anime degli avversari gli fornisce un grande vantaggio, dal momento che può manipolare la propria per soddisfare l'altrui lunghezza d'onda e quindi vanificare o compromettere la lunghezza d'onda anima del maestro e dell'arma. Tutto questo è possibile grazie alla sua elevata flessibilità spirituale e all'osservazione accurata del suo avversario in anticipo. Egli è anche in grado di modificare notevolmente la sua lunghezza d'onda in modo da essere compatibile con qualsiasi arma. Tuttavia, la lunghezza d'onda della sua anima è così alta che non ha bisogno di un'arma, e può invece incanalare l'anima attraverso il suo corpo e rilasciarla come una scarica elettrica.
- Cucitura dell'anima: Durante lo scontro con Medusa, Stein ammette di essere in grado, con l'aiuto di un'arma, di trasformare la propria onda dell'anima in un filo, con cui è in grado di cucire qualsiasi cosa, come i piedi dell'avversario al pavimento, o se stesso al suolo (per evitare di essere sbalzato via da una tecnica).
- Modalità follia: Durante la lotta sulla luna contro l'esercito del kishin presente nel manga, Stein mostra agli avversari la sua arma più forte, la follia. Durante il corso della lotta il suo aspetto cambia, gli occhi vengono avvolti da delle strane fiamme e il camice da dottore gli si accartoccia attorno, in questa modalità le sue doti fisiche sono molto aumentate, sia in forza che in velocità, inoltre diventa praticamente intoccabile grazie alle abilità dell'arma e senza perdere il minimo controllo. Durante la lotta dimostra un netto vantaggio di forza contro ogni avversario, finora pare che sia l'abilità più forte riscontrata in tutto il corso del manga. Con questa tecnica, Stein riesce ad uccidere Justin Law.